# Plesionika nesisi
Plesionika nesisi is een garnalensoort uit de familie van de Pandalidae. De wetenschappelijke naam van de soort is voor het eerst geldig gepubliceerd in 1986 door Burukovsky.